# Бродяга, бродяга, бродяга
«Бродяга, бродяга, бродяга»(англ. Tramp, Tramp, Tramp) — американська комедійна мелодрама режисера Гаррі Едвардса 1926 року.

## Сюжет
Герой фільму, Гаррі, — син власника маленької взуттєвої майстерні. Сімейний бізнес руйнується, не витримавши конкуренції з великою взуттєвою фабрикою. Бідолах долають кредитори. І Гаррі намагається боротися з обставинами.

## У ролях
- Гаррі Ленгдон — Гаррі Логан
- Джоан Кроуфорд — Бетті Бертон
- Едвардс Девіс — Джон Бертон
- Том Мюррей — Нік Каргас
- Алек Б. Френсіс — Амос Логан
- Брукс Бенедикт — таксист
- Карлтон Гріффін — Роджер Колдуелл